# Julia Greville
Julia Greville (Perth, 18 febbraio 1979) è un'ex nuotatrice australiana.
Specializzata nello stile libero ha vinto la medaglia di bronzo nella staffetta 4x200 m sl alle Olimpiadi di Atlanta 1996.

## Palmarès
- Olimpiadi

Atlanta 1996: bronzo nella 4x200m sl.
- Mondiali

Perth 1998: bronzo nei 200m sl e nella 4x200m sl.
- Mondiali in vasca corta

Goteborg 1997: bronzo nella 4x200m sl.
- Giochi PanPacifici

Atlanta 1995: argento nella 4x200m sl.
- Giochi del Commonwealth

Kuala Lumpur 1998: oro nella 4x200m sl.